# 高梨亜矢
高梨 亜矢（たかなし あや、1964年3月18日 - ）は、日本の元女優。
かつて所属していた事務所は「オフィスばん」。

## 来歴
千葉県野田市出身。実践女子大学在学中から女優を志し、『スチュワーデス物語』（TBS / 大映テレビ）でデビュー。
1992年のアメリカ映画『ミスター・ベースボール』のヒロイン役を射止め、それ以降も日本のドラマに端役として出ていたが、2003年のテレビドラマ『夜逃げ屋本舗』での出演を最後に、芸能活動は確認されていない。

## 主な出演作品

### テレビ
- 織田信長(1989年)
- 映画みたいな恋したい(1990年)
- 銭形平次(1991年)
- 将軍家光忍び旅Ⅱ 第14話「名馬危うし！ 望月牧場の黒い罠」(1993年、ANB / 東映) - おまき 役
- 暴れん坊将軍V(1993年)
- 暴れん坊将軍VI(1995年)
- 夜逃げ屋本舗(2003年)

### 映画
- ミスター・ベースボール(1992年) - 内山ヒロ子 役
- お受験(1999年) - 本多社長の奥さん 役

### OV
- 湾岸ミッドナイト ～GTR伝説 ACT1～(1994年) - 高梨亜矢 役
- 湾岸ミッドナイト ～GTR伝説 ACT2～(1994年) - 高梨亜矢 役